# Pierrefonds (Oise)
Pour les articles homonymes, voir Pierrefonds.
Pierrefonds est une commune française située dans le département de l'Oise dans la région Hauts-de-France.
Située en lisière est de la forêt de Compiègne, elle est principalement connue pour son château de Pierrefonds, restauré par Viollet-le-Duc.

## Géographie
Pierrefonds se situe en lisière sud-est de la forêt de Compiègne sur le ru de Berne. La commune se situe à environ 80 km au nord-est de Paris et à 15 km à l'est de Compiègne.
Le hameau de Palesne, situé au sud, fait partie de la commune de Pierrefonds.

### Communes limitrophes
|                     | Vieux-Moulin       | Cuise-la-Motte        |
| Saint-Jean-aux-Bois | Pierrefonds (Oise) | Saint-Étienne-Roilaye |
|                     | Morienval          | Retheuil (Aisne)      |

### Hydrographie

#### Réseau hydrographique
La commune est située dans le bassin Seine-Normandie. Elle est drainée par le ru de Berne, le ru de la Fontaine Porchers, le ru du Pre Tortu, le cours d'eau 01 du Mont Arcy, divers bras de Berne,,.
Le ru de Berne, d'une longueur de 14 km, prend sa source dans la commune  et se jette  dans l'Aisne à Compiègne, après avoir traversé trois communes.

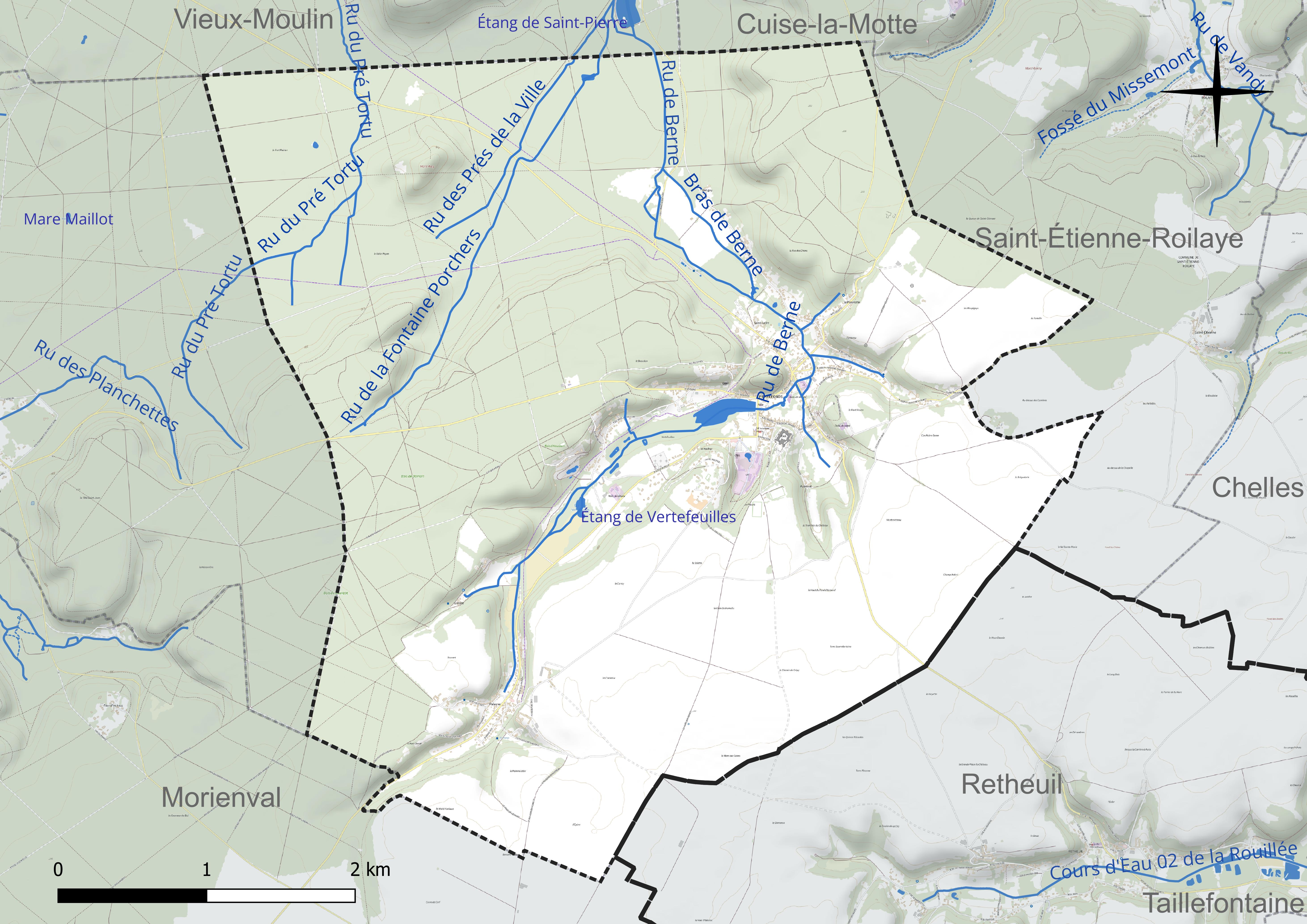
Réseau hydrographique de Pierrefonds.

Un plan d'eau complète le réseau hydrographique : l'étang de Vertefeuilles (0,7 ha),.

#### Gestion et qualité des eaux
Le territoire communal est couvert par le schéma d'aménagement et de gestion des eaux (SAGE) « Sensée ». Ce document de planification concerne un territoire de 789 km2 de superficie, délimité par trois bassins versants en totalité ou en partie (Aisne, Oise et Aronde). Le périmètre a été arrêté le 16 octobre 2001 et le SAGE proprement dit a été approuvé le 8 juin 2009, puis révisé le 27 novembre 2019. La structure porteuse de l'élaboration et de la mise en œuvre est le syndicat mixte Oise-Aronde.
La qualité des cours d'eau peut être consultée sur un site dédié géré par les agences de l'eau et l'Agence française pour la biodiversité.

### Climat
Pour des articles plus généraux, voir Climat des Hauts-de-France et Climat de l'Oise.
En 2010, le climat de la commune est de type climat océanique dégradé des plaines du Centre et du Nord, selon une étude du CNRS s'appuyant sur une série de données couvrant la période 1971-2000. En 2020, Météo-France publie une typologie des climats de la France métropolitaine dans laquelle la commune est dans une zone de transition entre le climat océanique et le climat océanique altéré et est dans la région climatique  Nord-est du bassin Parisien, caractérisée par un ensoleillement médiocre, une pluviométrie moyenne régulièrement répartie au cours de l'année et un hiver froid (3 °C).
Pour la période 1971-2000, la température annuelle moyenne est de 10,5 °C, avec une amplitude thermique annuelle de 15 °C. Le cumul annuel moyen de précipitations est de 726 mm, avec 11,2 jours de précipitations en janvier et 8,4 jours en juillet. Pour la période 1991-2020, la température moyenne annuelle observée sur la station météorologique la plus proche, située sur la commune de Margny-lès-Compiègne à 14 km à vol d'oiseau, est de 11,2 °C et le cumul annuel moyen de précipitations est de 633,5 mm,. Pour l'avenir, les paramètres climatiques de la commune estimés pour 2050 selon différents scénarios d'émission de gaz à effet de serre sont consultables sur un site dédié publié par Météo-France en novembre 2022.

## Urbanisme

### Typologie
Au 1er janvier 2024, Pierrefonds est catégorisée bourg rural, selon la nouvelle grille communale de densité à sept niveaux définie par l'Insee en 2022.
Elle est située hors unité urbaine. Par ailleurs la commune fait partie de l'aire d'attraction de Compiègne, dont elle est une commune de la couronne,. Cette aire, qui regroupe 101 communes, est catégorisée dans les aires de 50 000 à moins de 200 000 habitants,.

### Occupation des sols
L'occupation des sols de la commune, telle qu'elle ressort de la base de données européenne d'occupation biophysique des sols Corine Land Cover (CLC), est marquée par l'importance des forêts et milieux semi-naturels (60,1 % en 2018), une proportion identique à celle de 1990 (60,1 %). La répartition détaillée en 2018 est la suivante : forêts (60,1 %), terres arables (30 %), zones urbanisées (5,7 %), prairies (2,7 %), zones agricoles hétérogènes (1,4 %). L'évolution de l'occupation des sols de la commune et de ses infrastructures peut être observée sur les différentes représentations cartographiques du territoire : la carte de Cassini (XVIIIe siècle), la carte d'état-major (1820-1866) et les cartes ou photos aériennes de l'IGN pour la période actuelle (1950 à aujourd'hui).

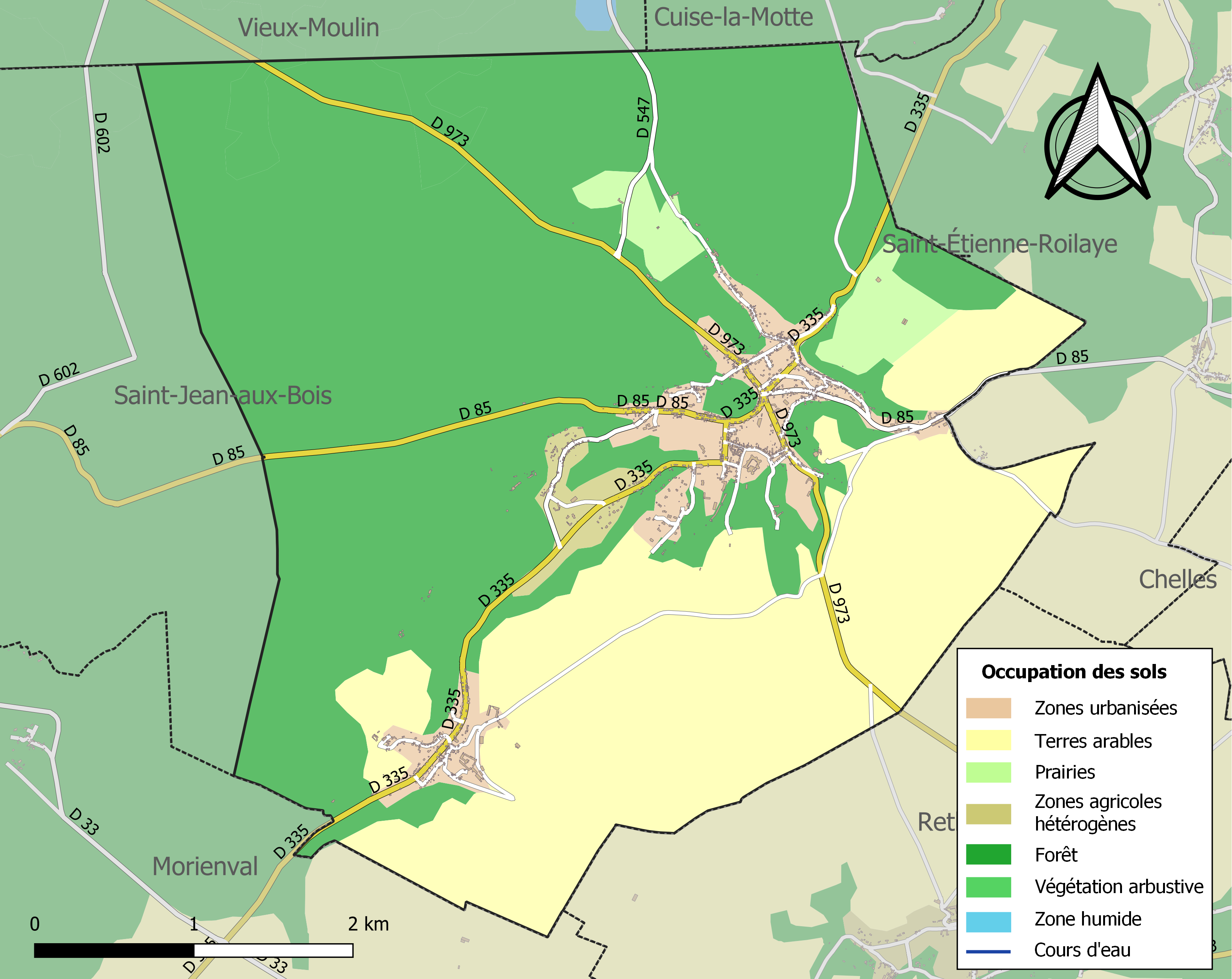
Carte des infrastructures et de l'occupation des sols de la commune en 2018 (CLC).

### Voies de communication et transports
La commune est desservie, en 2023, par les lignes 654, 656, 657, 658, 6302 et 6319 du réseau interurbain de l'Oise.

## Toponymie
Le nom de la localité est attesté sous les formes Petrafogium (vers 995) ; fiscum de Petri fonte (XIe) ; dominus de Petrafonte (XIe) ; Petrofontium (XIe) ; Petrifons (1058) ; Petrefondus (1060) ; Nivelo de Petrafonte (1060) ; de Petraefonte (1061) ; de Petrefonte (1085) ; alodium de Petrefontense castrum (1089) ; Nivelo Petra fontensis dominus (1098) ; Nivelo dominus de Petrafonte (vers 1100) ; Petro de petrefonte (1108) ; Petrofongium (1110) ; Nevelo de Petrefonte (vers 1112) ; Petra fons (1113) ; in castello Petrefonte (1113) ; in Petrefons (1128) ; Petrefontensis (1135) ; de Petrofonte (1140) ; Petrefontis (1143) ; Drogonis de Petrafonte (vers 1150) ; Drogonis de Petra fonte (1153) ; Gobertus de Petrafonte (1168) ; dominus petrefontis (1171) ; Petrofontis (1178) ; alodium de petrefonz (1179) ; Agatha de petrafontis (1183) ; Agatha domina Petrafontis (1192) ; Pierrefons (1210) ; monachos sancti Sulpicii de Petrafonte (1222) ; apud monte de petrafonte (1232) ; in traverso Petraefontis (1243) ; Petrosus fons (1247) ; apud petram fontem (vers 1260) ; Pierrefonz (XIIIe) ; la mesure de Pierre fonz (1269) ; apud Petram fontis (1302) ; Pierreffons (1304) ; Pierrefont (1308) ; prepositure Petrefontis (1309) ; apud Petram fontem in Valesia (1327) ; de maioria Petre fontis (1332) ; la porte de pierrefons (1359) ; Pierrefonts (1470) ; Pierrefont (1470) ; Pierreffons (1480) ; prioratus conventualis de S. Sulpiciis de Petrafonte (XVe) ; Pierrefond (1663) ; Pierrefonds (1840) ; Pierrefonds-les-Bains (1928).

Le village de Pierrefonds a emprunté son nom (Petri fonte) à la fontaine Saint-Sulpice, dans la crypte de l'église homonyme.

## Histoire

### Antiquité
Le centre du village se situe non loin de vestiges gallo-romains au mont Berny (quartier de la Queue-de-Saint-Etienne, partagé avec la commune de Saint-Etienne-Roilaye - et non le quartier du Mont Berny à 900 m au nord-est). Ces habitations, rassemblées en occupation dense autour d'un fanum, auraient été construites au carrefour de la voie romaine Soissons-Beauvais par Champlieu (future chaussée Brunehaut) et Soissons-Beauvais par le gué de Compiègne. Le site se trouve à la lisère des marais que recouvrent aujourd'hui la forêt de Compiègne, et marque la limite occidentale du Soissonnais que contrôle la peuplade gauloise des Suessions. La forêt de Compiègne, avant l'arrivée des romains, est essentiellement une zone de contact pour les Suessions, Bellovaques et Silvanectes et sert de no man's land pacificateur avant la mise en place de la Pax romana.
Le sanctuaire de source de "La Folie", sur la commune de Pierrefonds, est également près de la voie romaine. Il a livré des monnaies gauloises et romaines, des statuettes en terre cuite et en bronze, des vases et des ornements divers.
Dans les environs, au sud-ouest, se trouvent les vici de la Carrière-du-Roi sur Morienval ou Saint-Jean-aux-Bois (7,5 km à pied) et le sanctuaire antique de Champlieu sur Orrouy (12 km à pied).

### Moyen Âge

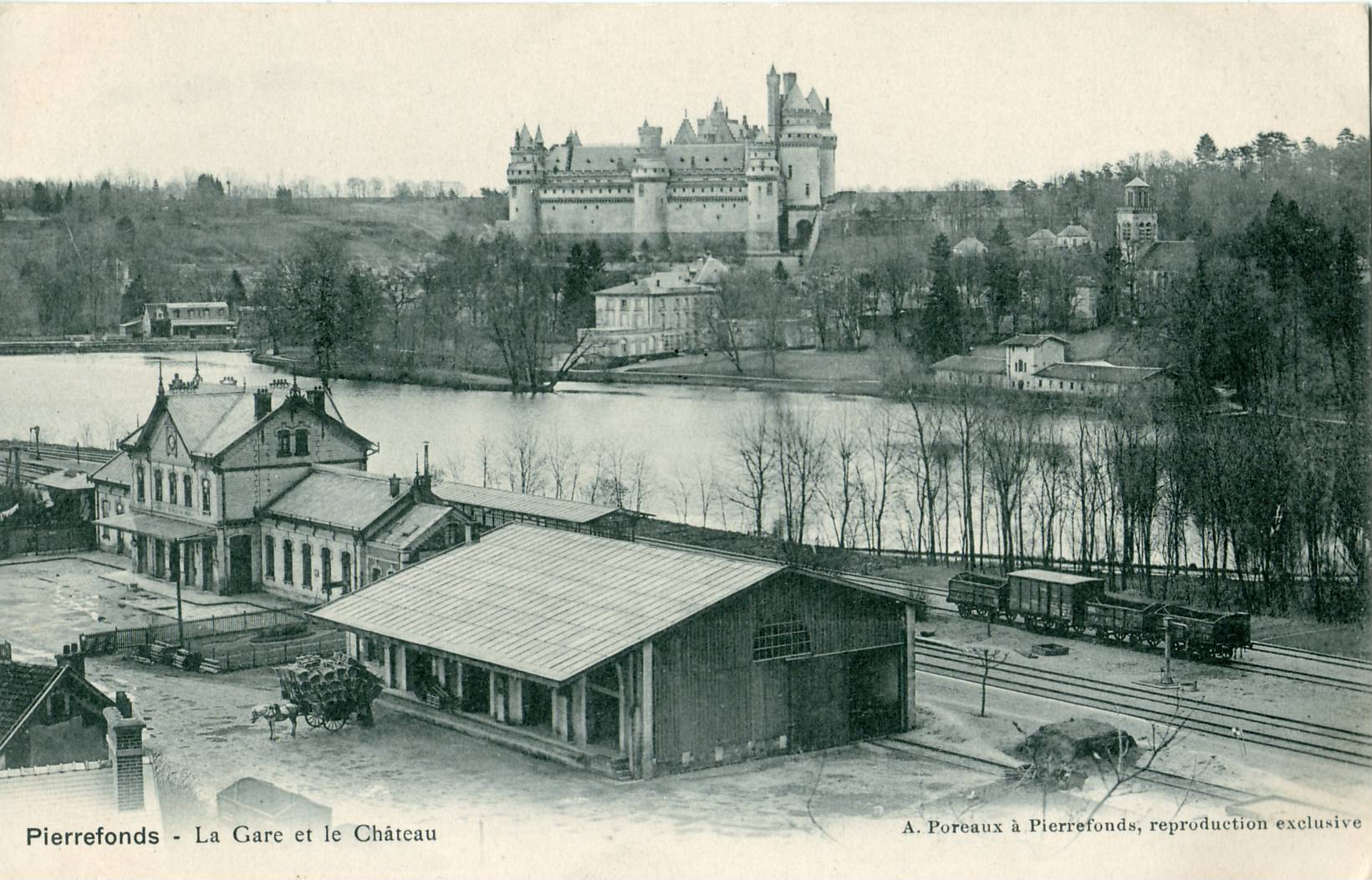
Le château de Pierrefonds avec la gare au premier plan, début du XXe siècle.

Au Xe siècle, l'ancien château aurait été détruit. Le nouveau château est construit plus à l'ouest près de la forêt sur une butte. Le village s'installe à son pied. Le fort devient puissant, protège de nombreux monastères ou villages et lève des impôts féodaux.[réf. nécessaire]
Au XIe siècle, sous Nivelon Ier (mort vers 1072), la seigneurie comprend une partie des forêts de Compiègne (alors nommée forêt de Cuise) et de Retz, Chelles, Couloisy, Croutoy, Haute-Fontaine, Jaulzy, Saint-Étienne, Retheuil, Montigny-Langrain, Taillefontaine, Mortefontaine, etc.[réf. nécessaire]
Pierrefonds est le chef-lieu de la plus grande des six châtellenies du duché de Valois. Le roi Louis XIII dépêche en 1616 un corps spécial commandé par Charles de Valois pour assiéger Pierrefonds, puis le cardinal de Richelieu demande la destruction du château.[réf. nécessaire]
On rend la justice à Pierrefonds jusqu'en mars 1780, date à laquelle elle est transférée à Villers-Cotterêts.[réf. nécessaire]

### Station thermale à partir du Second Empire

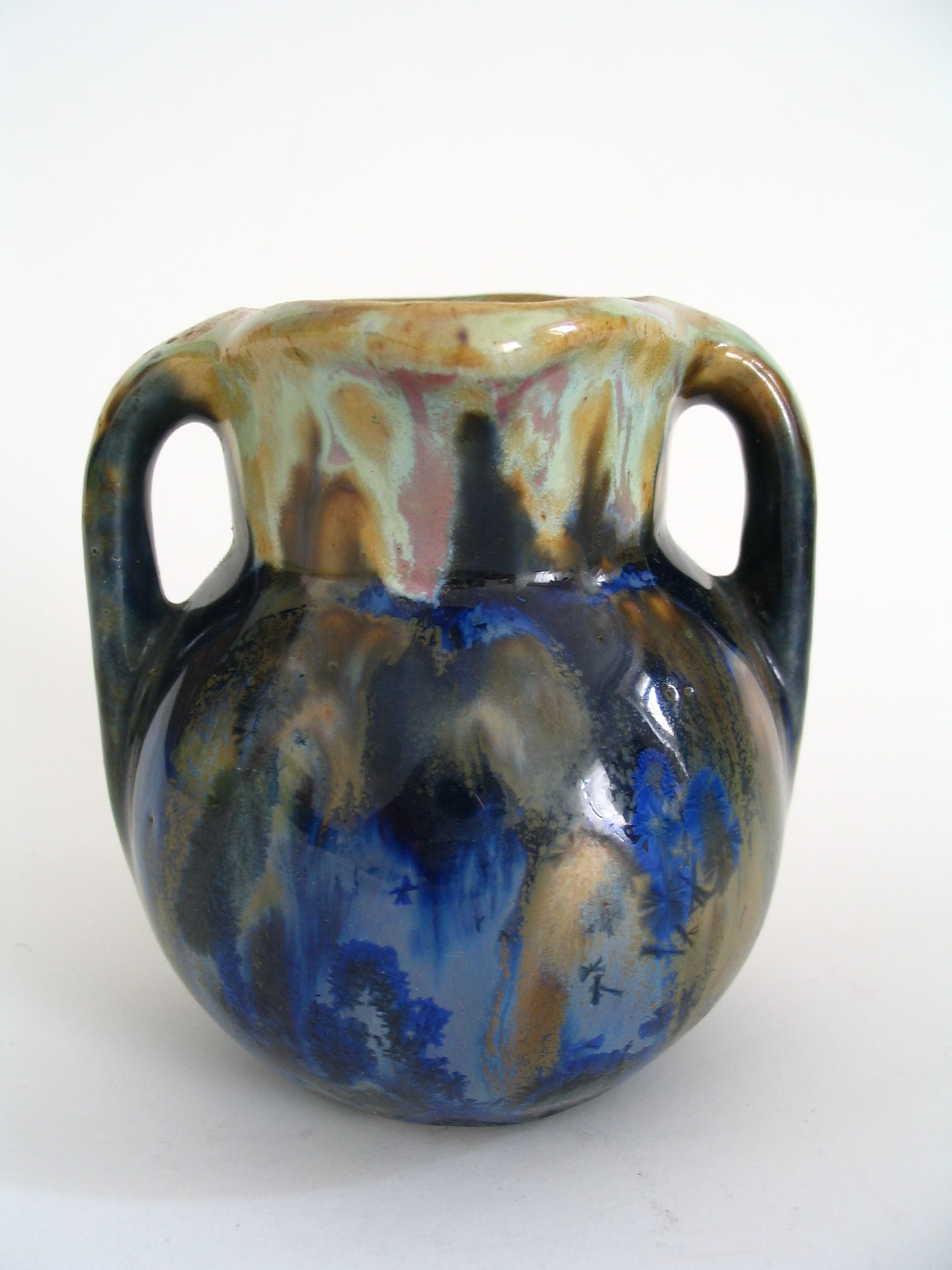
Vase en grès de Pierrefonds, vers 1920.

Le village, devenu ville d'eaux sous le nom de Pierrefonds-les-Bains, connut un fort engouement au Second Empire, avec la restauration du château, et au début de la Troisième République avec la construction de la gare ferroviaire. Pierrefonds compta alors jusqu'à neuf hôtels et 200 000 visiteurs annuels, une fréquentation réduite de moitié au début des années 2000.
Le village fut également connu, au début du XXe siècle, pour sa production de poteries de grès et leurs remarquables glaçures à cristallisations étoilées. La fabrication, débutée en 1903, cessa en 1986. Les pièces restent très recherchées par les collectionneurs.

## Politique et administration

### Liste des maires
| Période                                  | Période  | Identité               | Étiquette | Qualité                                               |
| ---------------------------------------- | -------- | ---------------------- | --------- | ----------------------------------------------------- |
| Les données manquantes sont à compléter. |          |                        |           |                                                       |
| 1914                                     | 1919     | Adolphe Clément-Bayard |           | Industriel                                            |
| 1989                                     | 2001     | Jacques Dandoy         |           |                                                       |
| 2001                                     | 2020     | Michèle Bourbier       | DVG       |                                                       |
| 2020                                     | En cours | Florence Demouy        | DVD       | Juriste, Vice-Présidente de la Communauté de communes |

### Finances locales

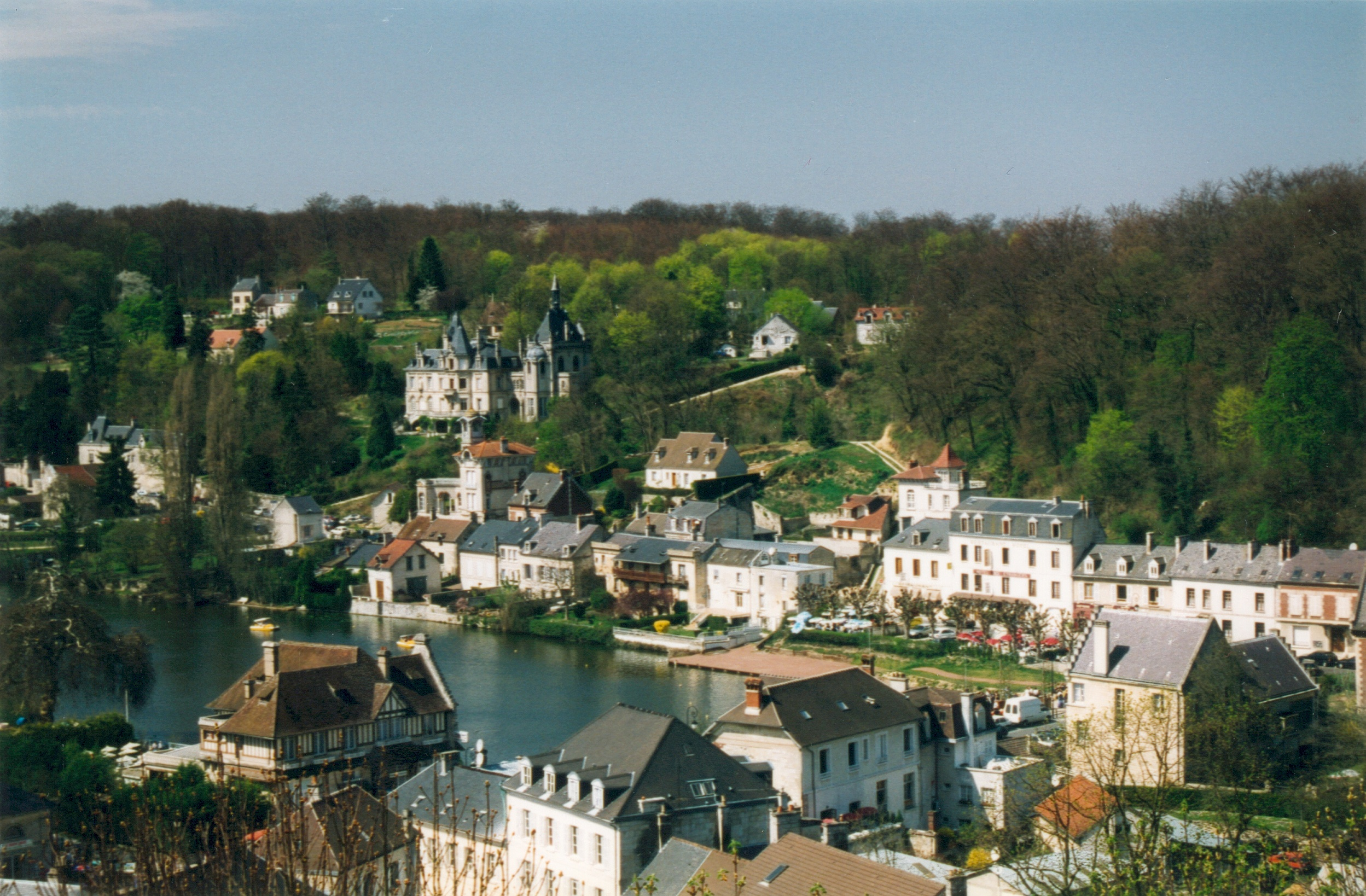
Vue du village depuis le château de Pierrefonds.

Cette sous-section présente la situation des finances communales de Pierrefonds.
Pour l'exercice 2013, le compte administratif du budget municipal de Pierrefonds s'établit à 1 395 000 € en dépenses et 1 243 000 € en recettes :
En 2013, la section de fonctionnement se répartit en 937 000 € de charges (438 € par habitant) pour 1 083 000 € de produits (506 € par habitant), soit un solde de 146 000 € (68 € par habitant), :
- le principal pôle de dépenses de fonctionnement est celui des charges de personnels[Note 5] pour un montant de 495 000 € (53 %), soit 231 € par habitant, ratio inférieur de 31 % à la valeur moyenne pour les communes de la même strate (335 € par habitant). Sur les 5 dernières années, ce ratio fluctue et présente un minimum de 211 € par habitant en 2009 et un maximum de 231 € par habitant en 2013 ;
- la plus grande part des recettes est constituée des impôts locaux[Note 6] pour une valeur totale de 619 000 € (57 %), soit 289 € par habitant, ratio inférieur de 18 % à la valeur moyenne pour les communes de la même strate (354 € par habitant). En partant de 2009 et jusqu'à 2013, ce ratio augmente de façon continue de 252 € à 289 € par habitant.

Les taux des taxes ci-dessous sont votés par la municipalité de Pierrefonds. Ils ont varié de la façon suivante par rapport à 2012 :
- la taxe d'habitation constante 8,89 % ;
- la taxe foncière sur le bâti égale 18,82 % ;
- celle sur le non bâti constante 42,67 %.

La section investissement se répartit en emplois et ressources. Pour 2013, les emplois comprennent par ordre d'importance :
- des dépenses d'équipement[Note 8] pour un montant de 449 000 € (98 %), soit 210 € par habitant, ratio inférieur de 42 % à la valeur moyenne pour les communes de la même strate (360 € par habitant). Pour la période allant de 2009 à 2013, ce ratio fluctue et présente un minimum de 92 € par habitant en 2012 et un maximum de 298 € par habitant en 2009 ;
- des remboursements d'emprunts[Note 9] pour un montant de 9 000 € (2 %), soit 4 € par habitant, ratio inférieur de 94 % à la valeur moyenne pour les communes de la même strate (67 € par habitant).

Les ressources en investissement de Pierrefonds se répartissent principalement en :
- subventions reçues pour 14 000 € (9 %), soit 6 € par habitant, ratio inférieur de 91 % à la valeur moyenne pour les communes de la même strate (69 € par habitant). Depuis 5 ans, ce ratio fluctue et présente un minimum de 0 € par habitant en 2012 et un maximum de 139 € par habitant en 2010 ;
- fonds de Compensation pour la TVA pour une valeur totale de 5 000 € (3 %), soit 2 € par habitant, ratio inférieur de 95 % à la valeur moyenne pour les communes de la même strate (40 € par habitant).

L'endettement de Pierrefonds au 31 décembre 2013 peut s'évaluer à partir de trois critères : l'encours de la dette, l'annuité de la dette et sa capacité de désendettement :
- l'encours de la dette pour une valeur de 70 000 €, soit 33 € par habitant, ratio inférieur de 95 % à la valeur moyenne pour les communes de la même strate (724 € par habitant). Sur la période 2009 - 2013, ce ratio fluctue et présente un minimum de 10 € par habitant en 2010 et un maximum de 51 € par habitant en 2011[A2 5] ;
- l'annuité de la dette pour une valeur totale de 11 000 €, soit 5 € par habitant, ratio inférieur de 95 % à la valeur moyenne pour les communes de la même strate (94 € par habitant). Depuis 5 ans, ce ratio fluctue et présente un minimum de 5 € par habitant en 2013 et un maximum de 16 € par habitant en 2012[A2 5] ;
- la capacité d'autofinancement (CAF) pour une valeur de 156 000 €, soit 73 € par habitant, ratio inférieur de 58 % à la valeur moyenne pour les communes de la même strate (173 € par habitant). Pour la période allant de 2009 à 2013, ce ratio fluctue et présente un minimum de 73 € par habitant en 2013 et un maximum de 131 € par habitant en 2009[A2 6]. La capacité de désendettement est de moins d'un an en 2013. Sur une période de 14 années, ce ratio est constant et faible (inférieur à 4 ans)

## Démographie

### Évolution démographique
L'évolution du nombre d'habitants est connue à travers les recensements de la population effectués dans la commune depuis 1793. Pour les communes de moins de 10 000 habitants, une enquête de recensement portant sur toute la population est réalisée tous les cinq ans, les populations de référence des années intermédiaires étant quant à elles estimées par interpolation ou extrapolation. Pour la commune, le premier recensement exhaustif entrant dans le cadre du nouveau dispositif a été réalisé en 2006.

En 2022, la commune comptait 1 888 habitants, en évolution de +3,79 % par rapport à 2016 (Oise : +0,87 %, France hors Mayotte : +2,11 %).
| 1793  | 1800  | 1806  | 1821  | 1831  | 1836  | 1841  | 1846  | 1851  |
| ----- | ----- | ----- | ----- | ----- | ----- | ----- | ----- | ----- |
| 1 300 | 1 754 | 1 405 | 1 389 | 1 500 | 1 444 | 1 510 | 1 687 | 1 575 |

| 1856  | 1861  | 1866  | 1872  | 1876  | 1881  | 1886  | 1891  | 1896  |
| ----- | ----- | ----- | ----- | ----- | ----- | ----- | ----- | ----- |
| 1 614 | 1 728 | 1 882 | 1 760 | 1 665 | 1 935 | 1 735 | 1 745 | 1 819 |

| 1901  | 1906  | 1911  | 1921  | 1926  | 1931  | 1936  | 1946  | 1954  |
| ----- | ----- | ----- | ----- | ----- | ----- | ----- | ----- | ----- |
| 1 729 | 1 804 | 1 786 | 1 566 | 1 632 | 1 487 | 1 460 | 1 569 | 1 672 |

| 1962  | 1968  | 1975  | 1982  | 1990  | 1999  | 2006  | 2011  | 2016  |
| ----- | ----- | ----- | ----- | ----- | ----- | ----- | ----- | ----- |
| 1 548 | 1 531 | 1 474 | 1 376 | 1 548 | 1 945 | 2 039 | 1 890 | 1 819 |

| 2021  | 2022  | - | - | - | - | - | - | - |
| ----- | ----- | - | - | - | - | - | - | - |
| 1 882 | 1 888 | - | - | - | - | - | - | - |

### Pyramide des âges
La population de la commune est relativement jeune.
En 2018, le taux de personnes d'un âge inférieur à 30 ans s'élève à 33,6 %, soit en dessous de la moyenne départementale (37,3 %). À l'inverse, le taux de personnes d'âge supérieur à 60 ans est de 25,8 % la même année, alors qu'il est de 22,8 % au niveau départemental.
En 2018, la commune comptait 928 hommes pour 911 femmes, soit un taux de 50,46 % d'hommes, légèrement supérieur au taux départemental (48,89 %).
Les pyramides des âges de la commune et du département s'établissent comme suit.
| Hommes | Classe d’âge | Femmes |
| ------ | ------------ | ------ |
| 1,0    | 90 ou +      | 1,8    |
| 6,8    | 75-89 ans    | 8,9    |
| 15,6   | 60-74 ans    | 17,5   |
| 22,4   | 45-59 ans    | 23,3   |
| 17,6   | 30-44 ans    | 17,9   |
| 19,7   | 15-29 ans    | 15,6   |
| 16,9   | 0-14 ans     | 15,0   |

| Hommes | Classe d’âge | Femmes |
| ------ | ------------ | ------ |
| 0,5    | 90 ou +      | 1,4    |
| 5,5    | 75-89 ans    | 7,6    |
| 15,6   | 60-74 ans    | 16,3   |
| 20,8   | 45-59 ans    | 20     |
| 19,4   | 30-44 ans    | 19,4   |
| 17,6   | 15-29 ans    | 16,2   |
| 20,6   | 0-14 ans     | 19,1   |

## Héraldique
| Armes de Pierrefonds | Les armes de Pierrefonds se blasonnent ainsi : d'azur au château du lieu d'argent, accompagné de quatre fleurs de lys d'or, ordonnées deux en chef et deux aux flancs. |

Sa devise est : « Qui veult, peult ».

## Jumelages
- Zwingenberg (Allemagne) depuis 1968
- Pel Maoudé (Mali)
- Pierrefonds-Roxboro (Québec)
- projet de jumelage avec Huahine (Polynésie française, îles Sous-le-Vent). Ce projet est lancé fin 2008 par le sénateur Richard Tuheiava et la maire de Pierrefonds.

## Lieux et monuments

### Monuments historiques

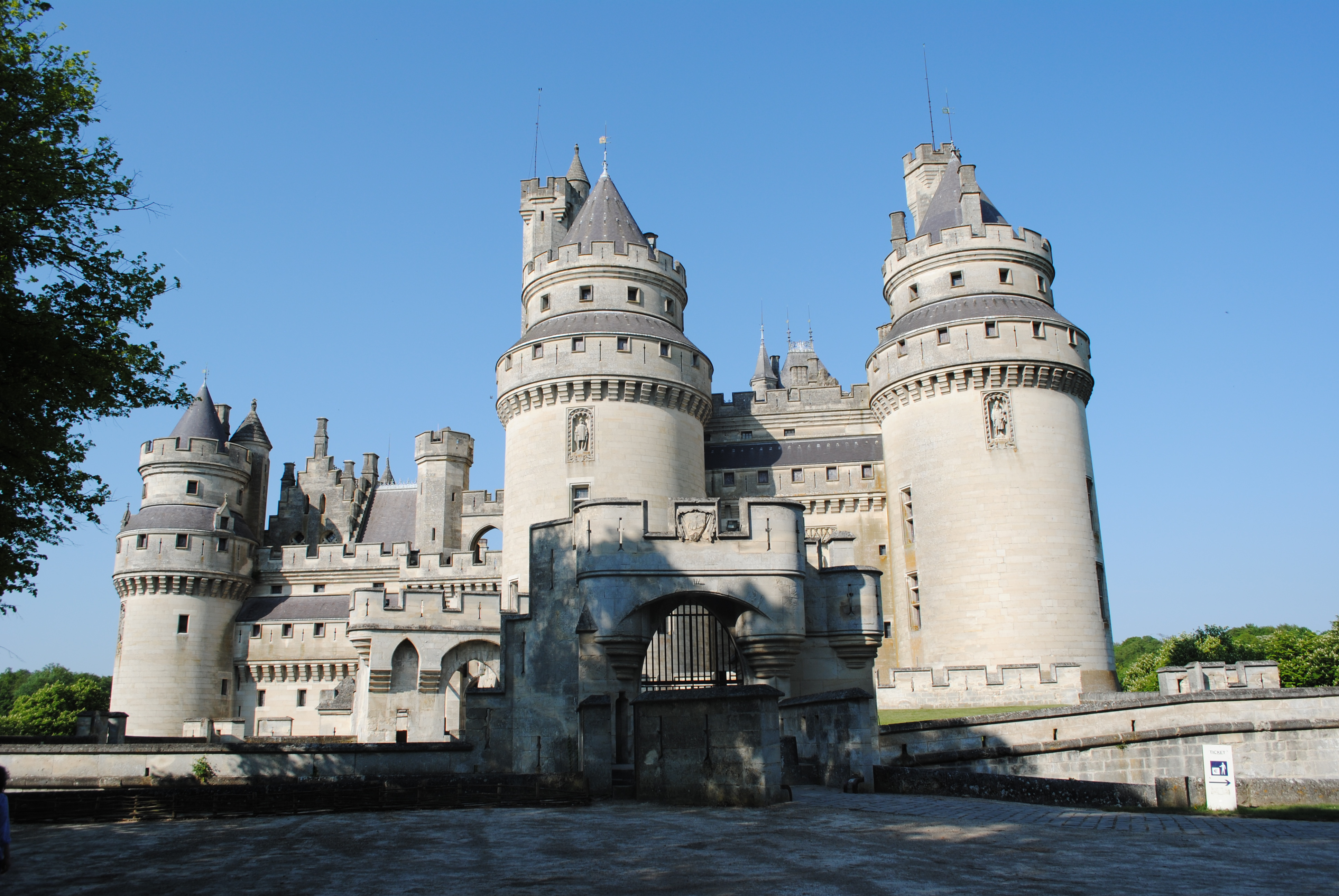
Château de Pierrefonds, côté sud.

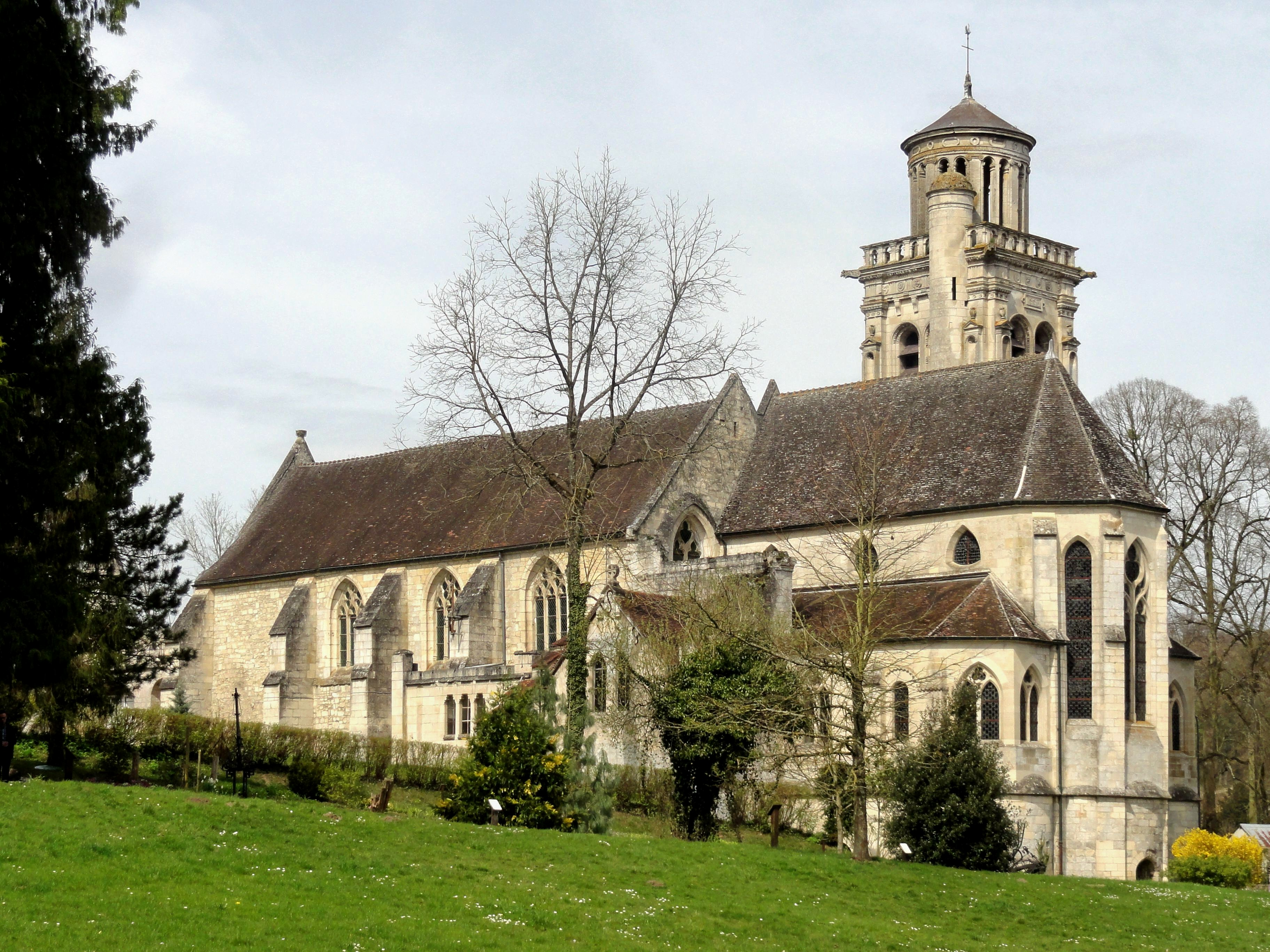
Église Saint-Sulpice de Pierrefonds.

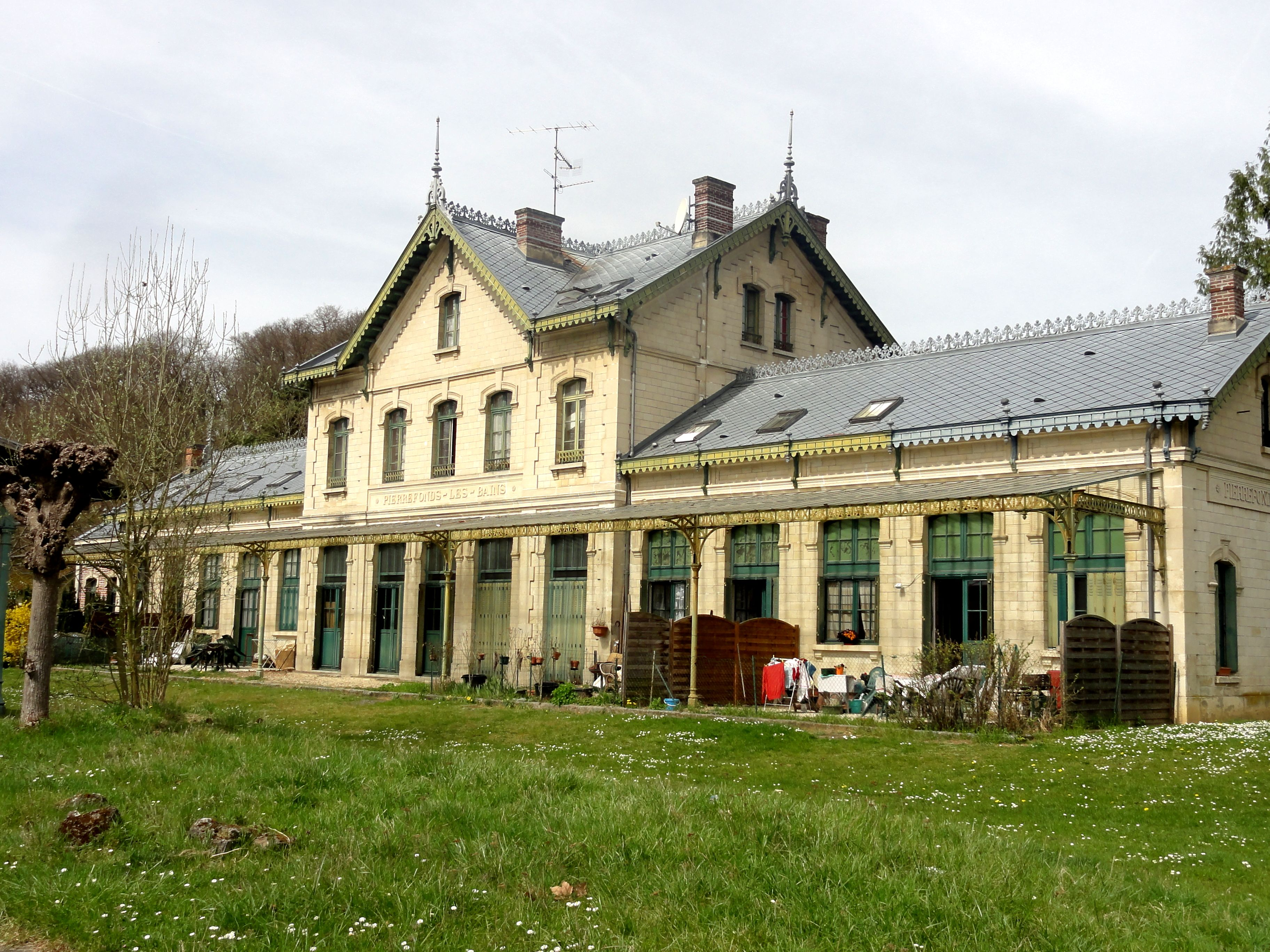
Ancienne gare de Pierrefonds.

Pierrefonds compte quatre monuments historiques sur son territoire :
- Le château de Pierrefonds, rue Viollet-le-Duc (classé monument historique par liste de 1862, site inscrit par arrêté du 28 juillet 1944[39]) : Un château existe à Pierrefonds au plus tard vers le milieu du XIIe siècle, et il a peut-être été édifié par le premier seigneur connu de Pierrefonds, Nivelon. Le château est remplacé par une construction plus vaste sous Louis d'Orléans à partir de 1393. Bien que le chantier progresse rapidement, les corps de logis ne sont pas achevés lors de l'assassinat du duc d'Orléans en 1407, mais le château remplira bien sa mission, qui est la surveillance des échanges commerciaux entre les Flandres et la Bourgogne. En 1616, il appartient au duc François-Annibal d'Estrées, opposant à l'accession au pouvoir de Louis XIII. Richelieu fait assiéger le château de Pierrefonds jusqu'en 1617. Le château est pris et démantelé sur ordre du nouveau roi, puis tombe en ruines. Napoléon Ier s'y intéresse et le rachète en 1810, mais il faut attendre le Second Empire et l'année 1857 pour voir commencer sa restauration sous l'initiative de Napoléon III. Il confie la direction des travaux à l'architecte Eugène Viollet-le-Duc, qui va outre les réalités historiques et crée un nouveau château reflétant sa propre vision du Moyen Âge. Après sa mort en 1879, son gendre Maurice Ouradou prend son relais jusqu'à sa propre disparition cinq ans plus tard. Le château est alors presque achevé. Voulu par Napoléon III comme résidence occasionnelle et musée, il est finalement ouvert comme musée sous la Troisième République. De dimensions impressionnantes, le château occupe au sol la forme d'un pentagone et est flanqué par huit tours, dont le donjon avec le corps de logis attenant à l'ouest. La chapelle occupe l'intérieur de la tour orientale. L'ouest, le nord et le nord-est de la cour intérieure sont occupés par des bâtiments abritant des salles de casernement, et surtout la salle des Preux au premier étage, et la salle des Gardes au rez-de-chaussée de l'aile occidentale. Le sous-sol abrite une collection de reproductions de sculptures funéraires baptisée le bal des gisants. Alors que l'extérieur du château affiche une architecture militaire influencée par le style gothique, la Renaissance domine les façades orientées vers la cour et une grande partie des pièces. Les finitions et la sculpture ont fait l'objet de soins particuliers, mais le château n'a jamais été meublé. Le château est toujours un musée géré par le Centre des monuments nationaux (CMN)[40].
- L'église Saint-Sulpice', rue Louis-d'Orléans (classée monument historique par liste de 1862[41]) : de style gothique, elle associe un chœur avec deux collatéraux du XIIIe siècle à une double nef flamboyante de la fin du Moyen Âge. L'édifice est toutefois d'origine beaucoup plus ancienne que les parties gothiques ne le suggèrent. La fondation par le seigneur Nivelon et le début des travaux remontent aux années 1060, et le chœur de la première église romane devait être achevé au début du XIIe siècle. N'en font preuve que les trois arcades faisant communiquer les trois vaisseaux du chœur avec les deux nefs, et à plus forte raison la crypte en dessous du chœur, abritant la tombe de Nivelon et la source thermale ayant donné son nom à Pierrefonds. Alors que la façade occidentale, le portail septentrional et le remplage des fenêtres ont été très soignés, l'intérieur témoigne d'une construction hâtive sans voûtement et sans la moindre ornementation. Les nefs s'accordent mal avec le chœur, prévue à la base pour une nef simple accompagnée de bas-côtés. En même temps, l'église est spacieuse et bien éclairée, et les charpentes en carène renversée du chœur sont d'un bel effet. Très endommagée lors de la Première Guerre mondiale, le chœur actuel est en grande partie le produit d'une reconstruction à l'identique lancée en 1926. Sinon, l'élément le plus récent est l'étage de beffroi et le couronnement du clocher, achevé en 1557 dans une architecture Renaissance très sophistiquée. Après son classement en 1862, l'église a été déclassée, puis classée de nouveau par arrêté du 7 août 1885 et par arrêté du 5 février 1920. Du prieuré adjacent ayant dépendu de l'abbaye de Marmoutier, ne reste qu'une porte fortifiée et de rares vestiges[42].
- L'ancienne gare de Pierrefonds, allée des Tilleuls (inscrite monument historique par arrêté du 4 octobre 1977[43]) : la gare de Pierrefonds se situe sur l'ancienne ligne de Rethondes à La Ferté-Milon, tronçon d'un itinéraire devant relier Amiens à Dijon. Le bâtiment voyageurs est édifié dans le site du Beaudon par l'architecte Charles Lecoeur, recommandé par le prince Radziwiłł, propriétaire de l'hôtel des Bains. Les travaux démarrent en 1883 avec le remblaiement du site. Le bâtiment est édifié selon un plan de base établi par la Compagnie, mais l'architecte choisit de remplacer la brique par des pierres de taille appareillées. Les tuiles mécaniques laissent la place à des ardoises de zinc en écaille. Les installations comprennent une halle à marchandises et, en face, un petit château d'eau servant à l'alimentation des machines à vapeur. La nouvelle gare de « Pierrefonds-les-Bains » est inaugurée le 24 janvier 1884, et contribue à la fréquentation touristique croissante du site, en particulier grâce à la présence du château de Pierrefonds et à l'établissement thermal. La ligne est fermée au trafic voyageurs le 25 février 1940. Le 1er juillet 1966, le trafic de marchandises cesse à son tour. La voie ferrée est neutralisée l'année suivante.
- Le domaine du Bois d'Aucourt, situé en écart à l'ouest du bourg, au bout d'un chemin privé partant de la RD 85 (inscrit monument historique par arrêté du 5 juillet 2004[44]) : la propriété entourée par la forêt a été aménagée pendant les années 1890 par Adolphe Clément-Bayard dans un style anglo-normand, et est aujourd'hui une propriété privée[45].

### Autres éléments du patrimoine

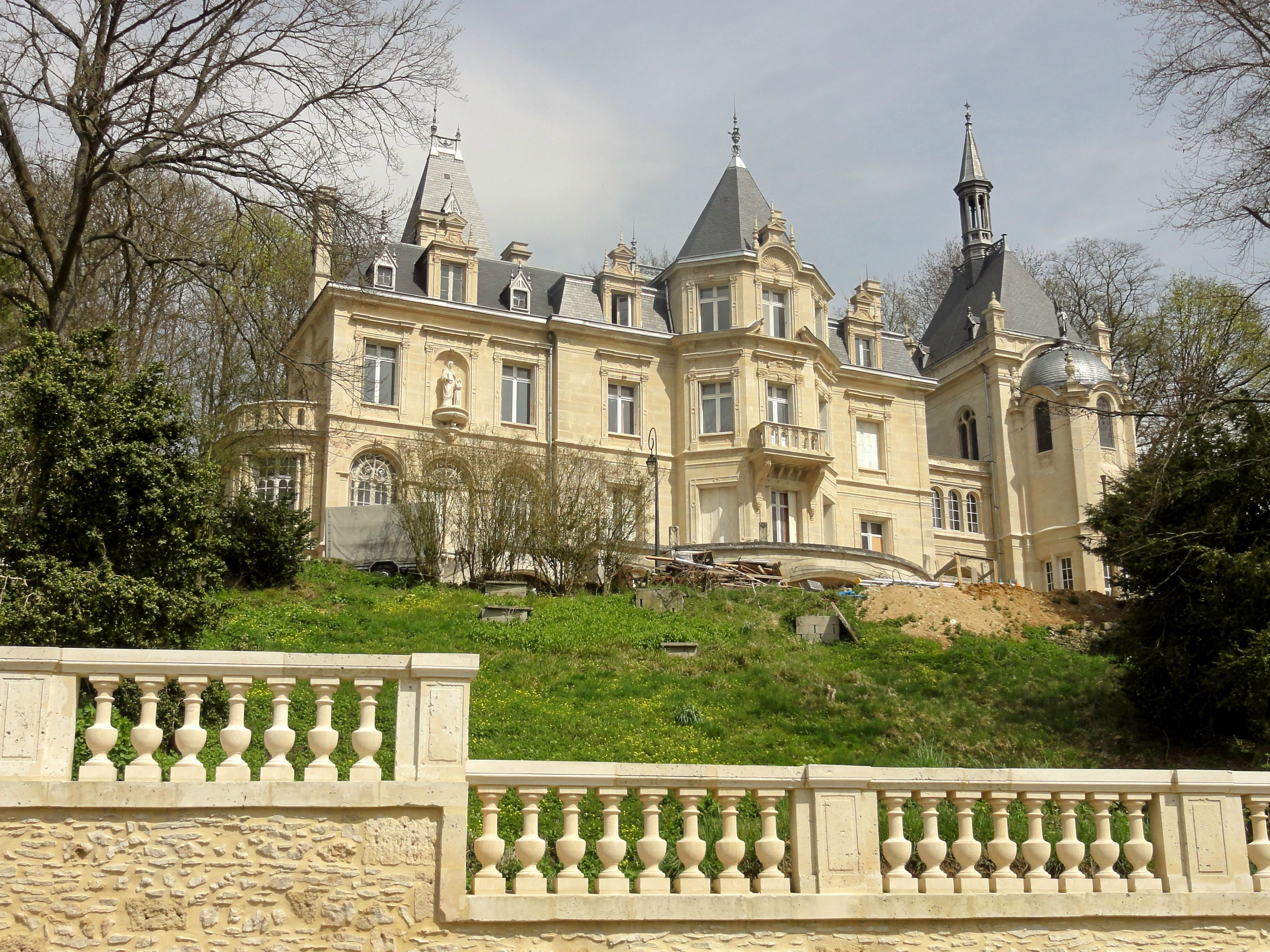
Château de Jonval.
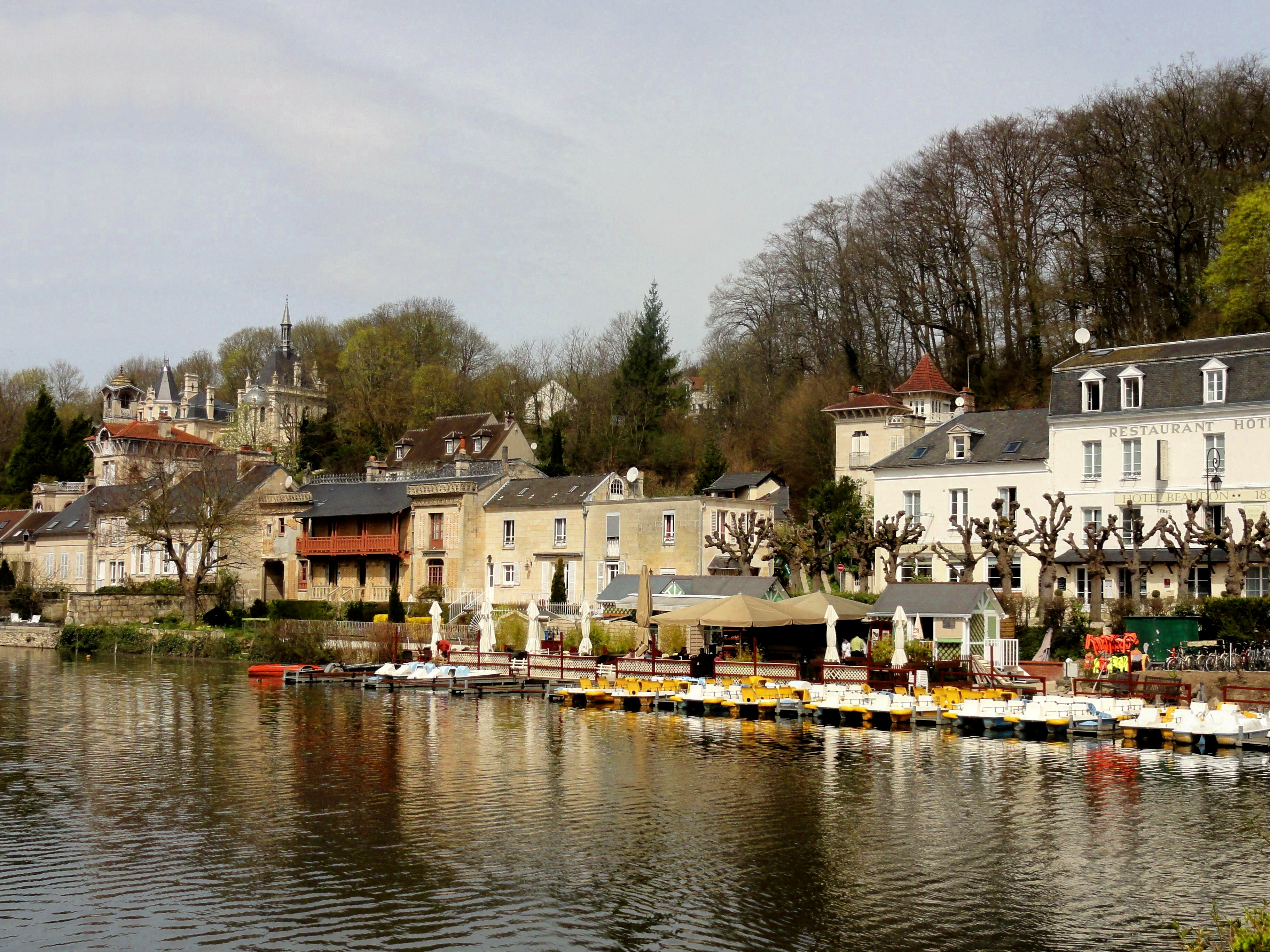
Lac de Pierrefonds.
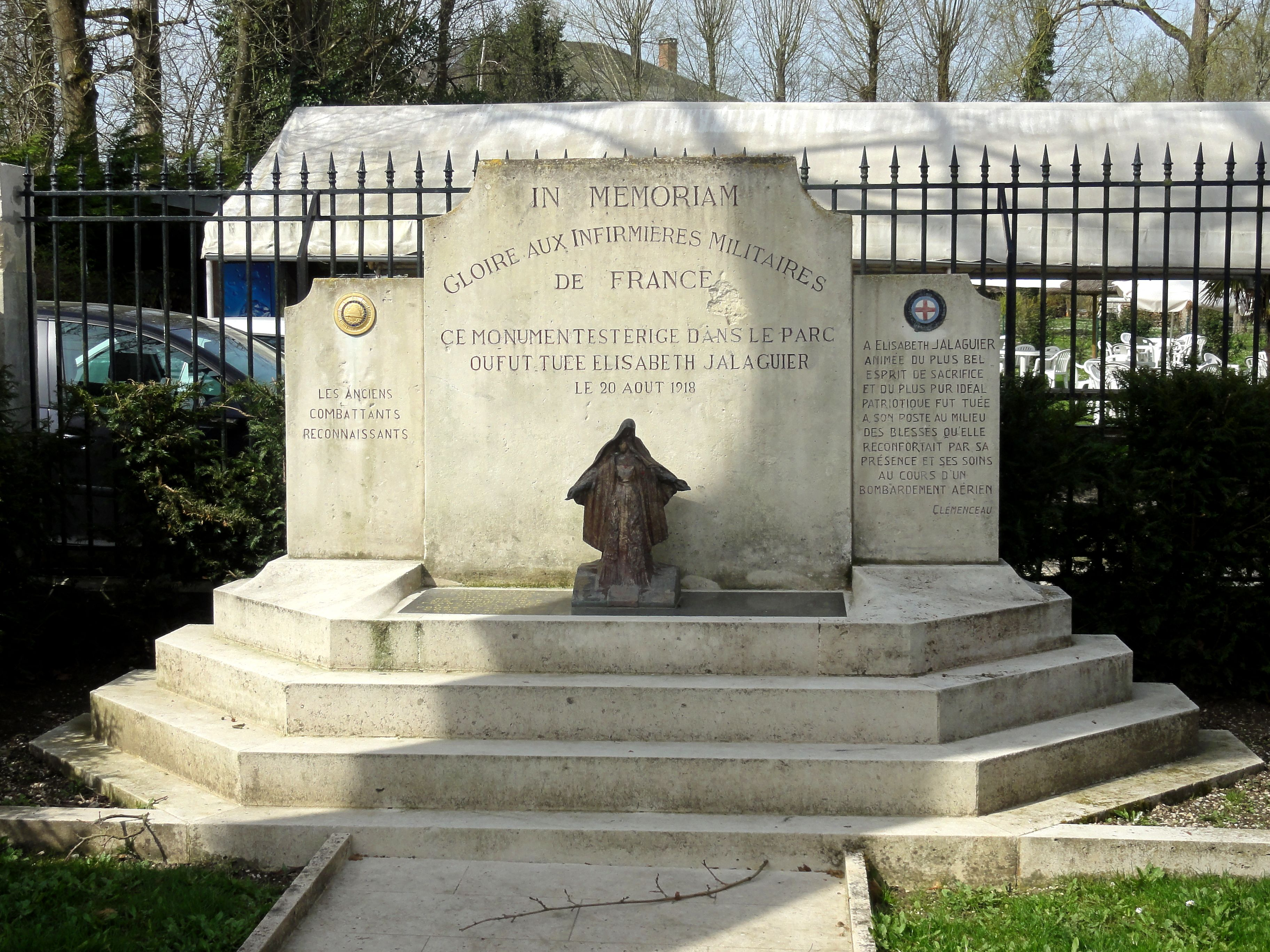
Monument aux infirmières.
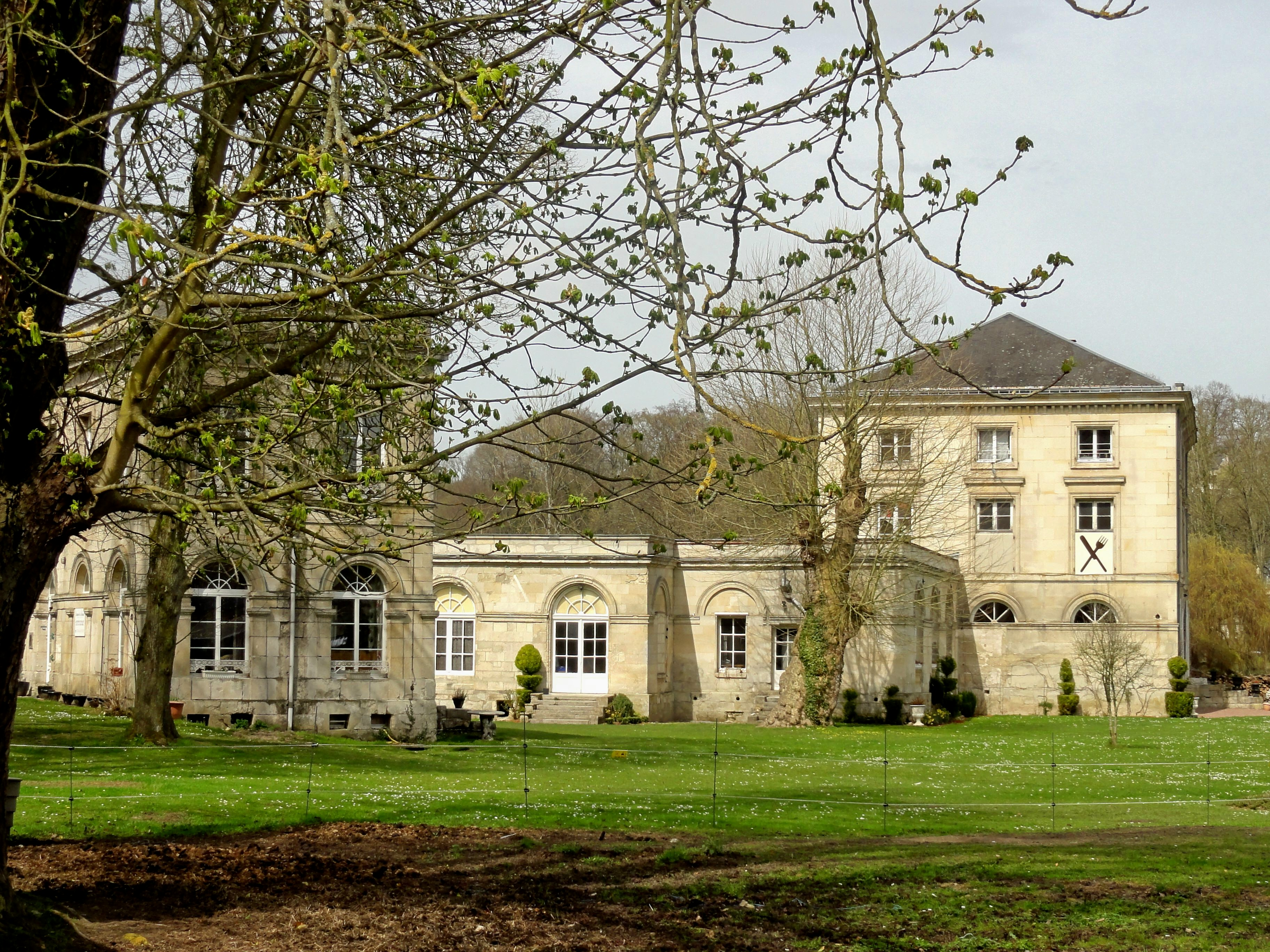
Ancien établissement thermal.
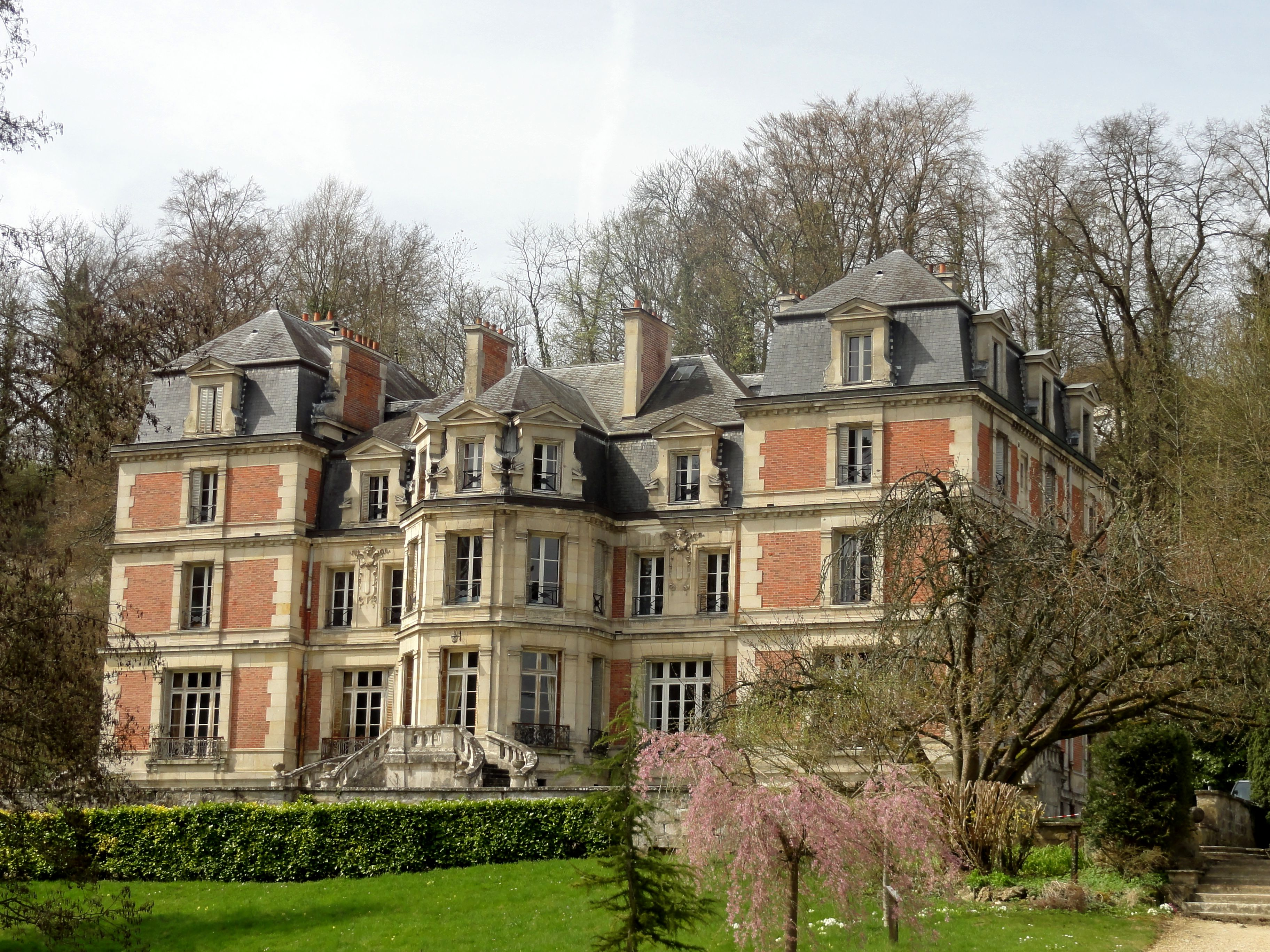
Institut Charles-Quentin.

- Le château de Jonval, sente du Diable
- Le lac de Pierrefonds, près du centre-ville
- Le monument aux infirmières, place de l'Hôtel-de-Ville : Il est dédié aux infirmières mortes sur les champs de bataille pendant la Première Guerre mondiale et plus particulièrement à Élisabeth Jalaguier, arrivée à Pierrefonds en 1918 et touchée mortellement par un obus trois mois avant l'Armistice. Élevée à titre posthume au rang de chevalier de la Légion d'honneur par Georges Clemenceau en 1919, un médecin de Pierrefonds et une infirmière décident de lui rendre hommage par un monument et organisent une souscription en 1933. Un comité présidé par le président Albert Lebrun se constitue, mais le monument n'est érigé qu'en 1955 et a été racheté par la commune en 1996[46].
- L'ancien établissement thermal, rue Louis-d'Orléans : après la découverte de sources sulfureuses par Louis-Joseph Deflubé dans son jardin en 1846, et la reconnaissance des vertus des eaux pour soulager les maladies des organes respiratoires, les douleurs articulaires et les maladies de la peau, il transforme sa propriété en établissement thermal. Il comprend l'hôtel des Bains et un centre de soins, proposant des bains et des douches et des inhalations respiratoires. L'eau est également administrée comme boisson. Les loisirs et l'agrément ne sont pas non plus oubliés, avec un casino, et des salles de jeux, de repos et de lecture. L'essor de l'établissement thermal et de toute la station de Pierrefonds s'accélère avec l'inauguration de la voie ferrée en 1884. La Première Guerre mondiale interrompt brusquement ce développement, et l'hôtel est transformé temporairement en hôpital militaire auxiliaire[47].
- L'institut Charles-Quentin, rue Louis-d'Orléans : ce lycée privé d'enseignement général et agricole a comme domicile une grande demeure bourgeoise aux allures de château datant de 1865, dessiné par Viollet-le-Duc. Il est entouré d'un jardin anglais de 13 ha dans un beau cadre paysager avec vue sur le château, comportant un jardin botanique et un arboretum d'une soixantaine de variétés ouverts à la promenade. Plusieurs jardins thématiques s'y sont ajoutés : un « jardin de Curé », « jardin d'Ombre », un potager pédagogique et un jardin d'inspiration méditerranéenne[48].

## Personnalités liées à la commune
- Carlo Bugatti, artiste ébéniste, maire de Pierrefonds pendant la Première Guerre mondiale.
- Jean-Baptiste Camille Corot, peintre, auteur d'une Vue du château de Pierrefonds (vers 1840-1845), conservée au musée des Beaux-arts de Quimper.
- Paul Huet et Eugène Lavieille, peintres, sont venus peindre des vues du château à Pierrefonds. Lavielle avait souhaité être impliqué dans les travaux de restauration du château.
- Lucien Lacaze, amiral, homme politique et académicien, né à Pierrefonds.
- Henri Lebasque peintre, auteur des Baigneuses à Pierrefonds 1896 conservée au Musée des Beaux-Arts d'Agen.
- Pouvanaa Oopa, homme politique indépendantiste de Polynésie française, a passé trois années assigné à résidence à l'établissement para-médical de La Roseraie, à Pierrefonds.
- Porthos, un des héros des Trois Mousquetaires d'Alexandre Dumas habite Pierrefonds et y possède un petit manoir, à l'ombre des ruines médiévales.
- Séverine, écrivain féministe, a vécu et est morte à Pierrefonds.
- Eugène Viollet-le-Duc, architecte, restaurateur du château de Pierrefonds.
- Michel Zévaco, écrivain, auteur de la série de cape et d'épée Les Pardaillan, a habité Pierrefonds.

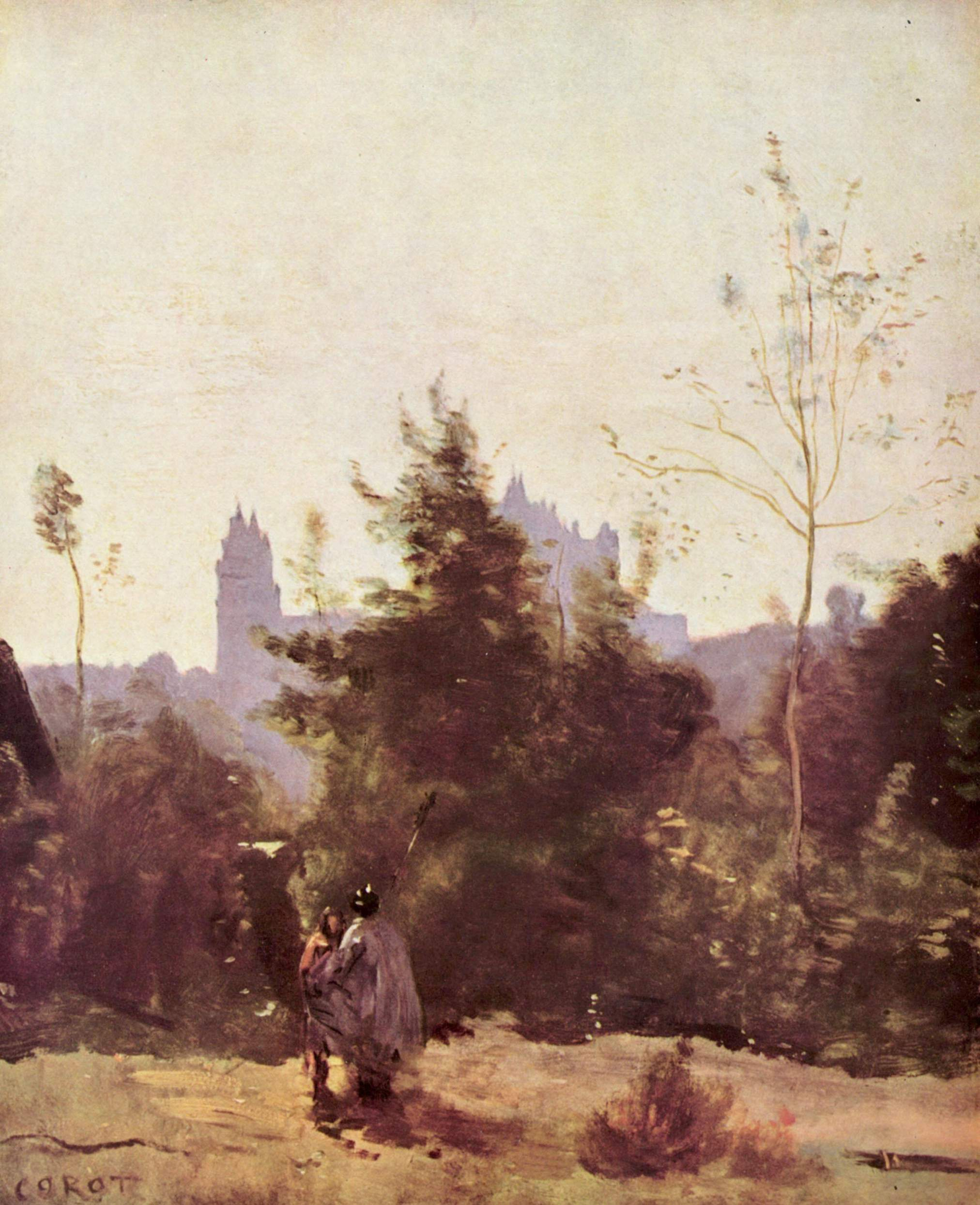
Pierrefonds, vue par Jean-Baptiste Camille Corot.
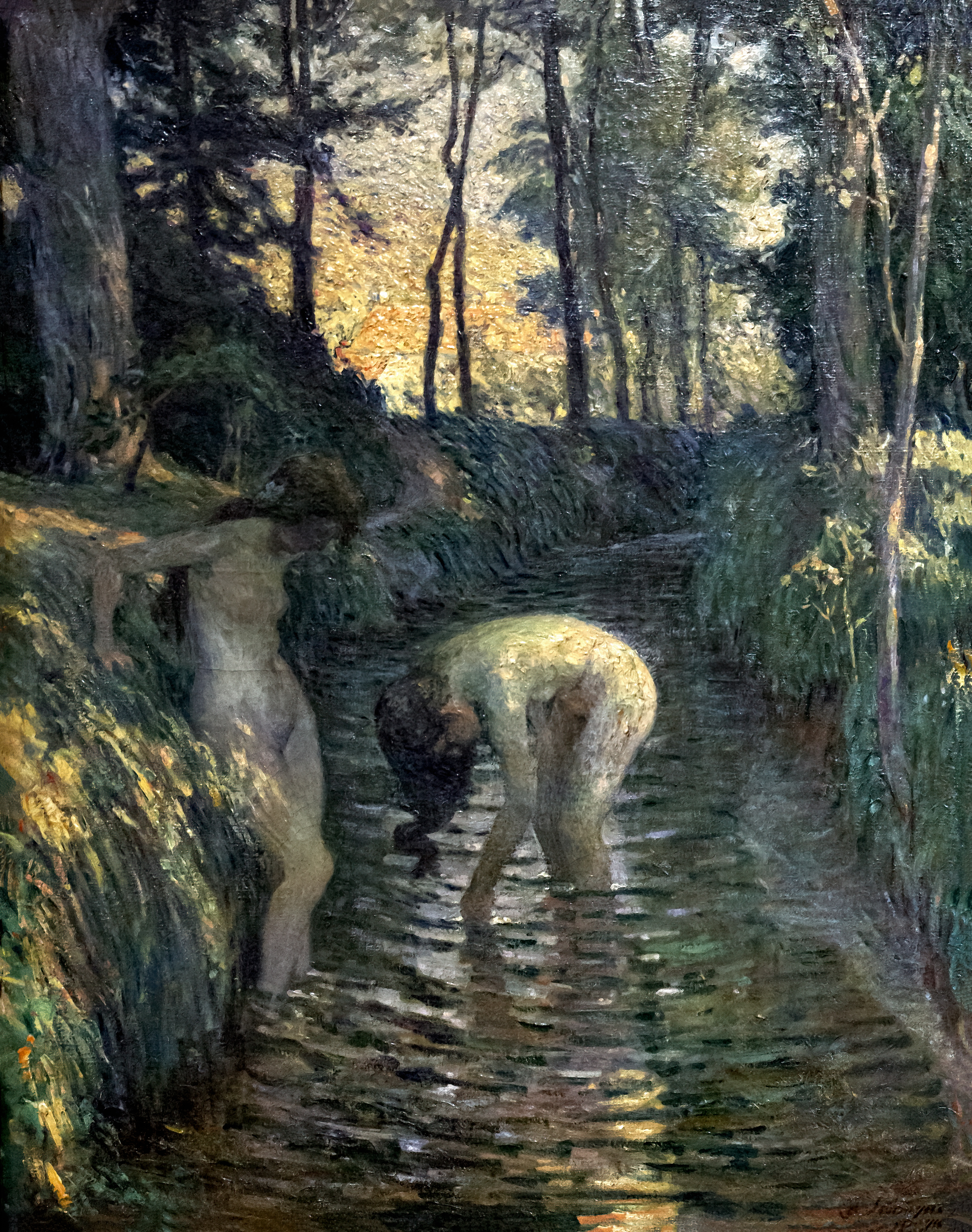
Baigneuses à Pierrefonds Henri Lebasque - Musée des Beaux-Arts d'Agen

### Articles connexes

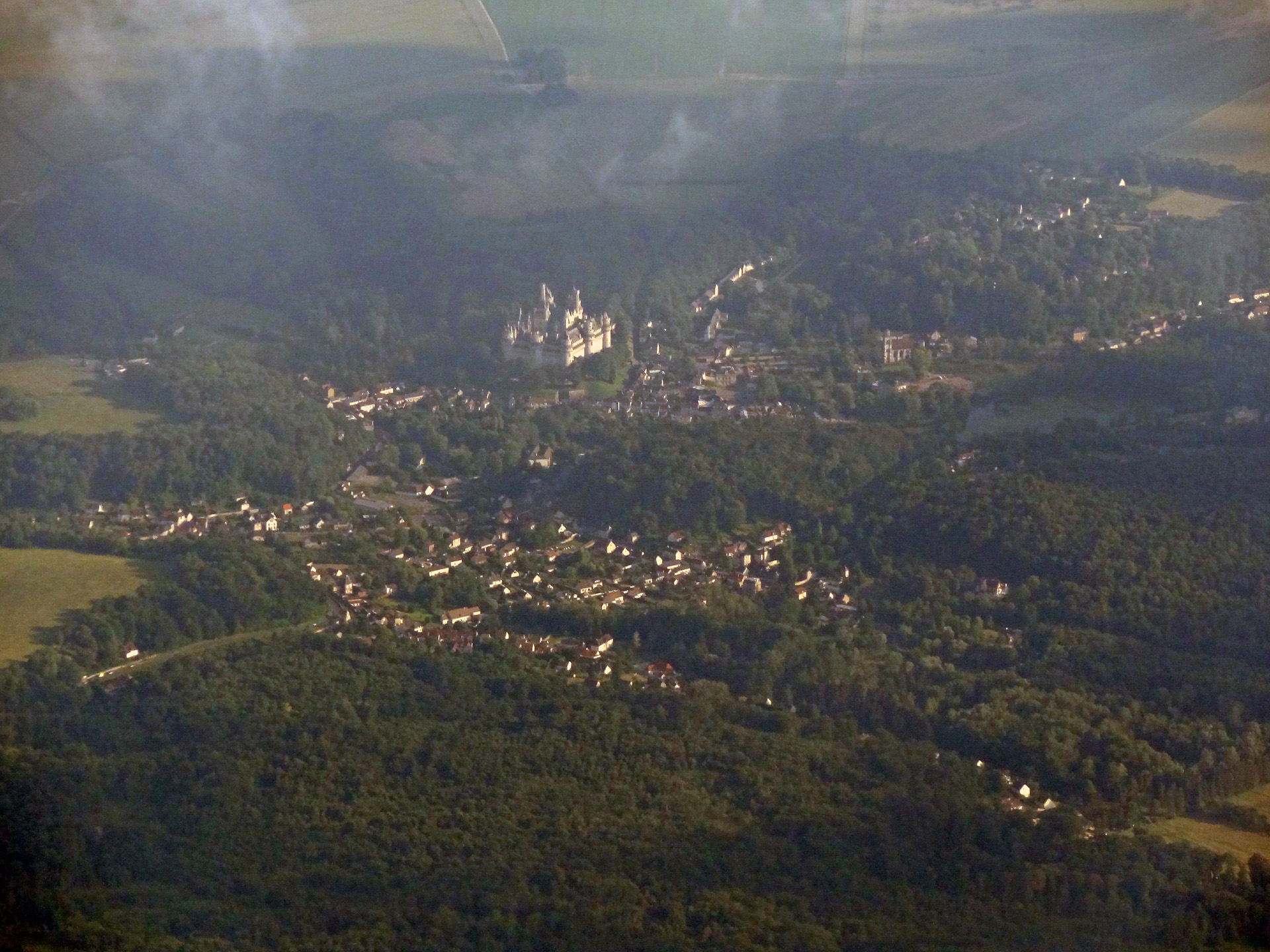
Vue aérienne de Pierrefonds.